# Pavonia alba
Pavonia alba là một loài thực vật có hoa trong họ Cẩm quỳ. Loài này được Seem. mô tả khoa học đầu tiên năm 1853.